# Evans Blue
Gli Evans Blue sono un gruppo alternative rock di Toronto, Ontario, Canada nata nel 2005.

## Storia del gruppo

### Origini (2005)
Gli Evans Blue si formarono agli inizi del 2005. Cinque musicisti provenienti da tre band diverse si incontrarono grazie a un messaggio di un musicista locale. Il cantante Kevin Matisyn suggerisce il nome della band come riferimento al liquido colorato iniettato nel flusso sanguigno per misurare il volume del sangue, dopo averlo letto da uno dei suoi libri di medicina. Successivamente la band cattura l'attenzione del produttore Trevor Kustiak (facente parte dei Cool for August) e della sua compagna Mari Dew, del Pocket Studios. Il chitarrista originale, Kevin Smith, lascia la band per motivi personali prima che il gruppo riesca ad assicurarsi una etichetta discografica.

## Formazione

### Formazione attuale
- Dan Chandler - voce (2009-presente)
- Parker Lauzon - chitarra ritmica (2005-presente)
- Vlad Tanaskovic - chitarra solista (2005-presente)
- Joe Pitter - basso (2005-presente)
- Howard Davis - batteria (2007-presente)

### Ex componenti
- Kevin Matysin - voce (2005 - 2008)
- Darryl Brown - batteria (2005 - 2006)
- Danny D - batteria (2006)

## Discografia

### Album in studio
- 2006 – The Melody and the Energetic Nature of Volume
- 2007 – The Pursuit Begins When This Portrayal of Life Ends
- 2009 – Evans Blue
- 2012 – Graveyard of Empires
- 2015 – Letters from the Dead

### Singoli
- 2005 – Cold (But I'm Still Here)
- 2006 – Over
- 2006 – Bag
- 2007 – The Pursuit
- 2007 – Shine Your Cadillac
- 2009 – Sick of It
- 2009 – Bulletproof
- 2010 – Erase My Scars
- 2010 – Say It